# Ebba Jungmark
Ebba Jungmark (Suecia, 10 de marzo de 1987) es una atleta sueca especializada en la prueba de salto de altura, en la que consiguió ser subcampeona mundial en pista cubierta en 2012.

## Carrera deportiva
En el Campeonato Mundial de Atletismo en Pista Cubierta de 2012 ganó la medalla de plata en el salto de altura, con un salto por encima de 1.95 metros, tras la estadounidense Chaunté Lowe (oro con 1.98 metros) y empatada con la italiana Antonietta Di Martino y la rusa Anna Chicherova.